# Dorfstraße 5 (Bodendorf)

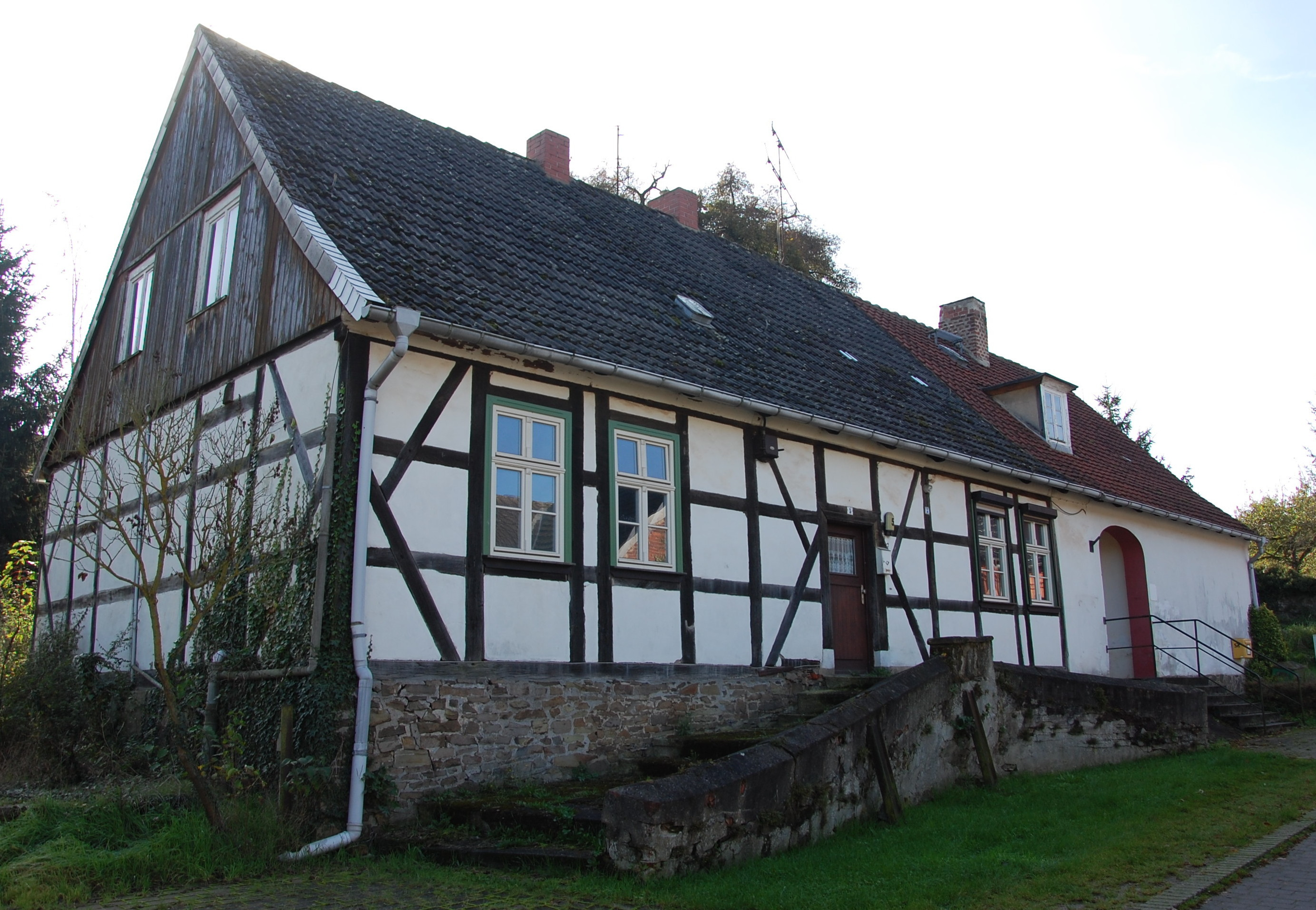
Ehemalige Schule

Das Haus Dorfstraße 5 ist ein denkmalgeschütztes Gebäude im zur Stadt Haldensleben gehörenden Ortsteil Bodendorf in Sachsen-Anhalt.

## Lage
Das Haus befindet sich in der Ortsmitte an der Kreuzung von Dorfstraße und Lindenstraße.

## Geschichte und Architektur
Der eingeschossige Fachwerkbau wurde um 1720 als Schulgebäude errichtet und ruht auf einem niedrigen Sockel aus Bruchsteinen. Das Fachwerk verfügt im mittleren Teil sowie an den Ecken über die Fachwerkfiguren des Halben Manns. Der Eingang zum Haus befindet sich straßenseitig in der Mitte und ist über eine unregelmäßige Freitreppe zu erreichen.
In den 1930er Jahren erfolgte eine Erweiterung des Gebäudes sowie Umbauten. Das Haus ist im örtlichen Denkmalverzeichnis als Schule eingetragen.